# Edward Quinan
Edward Pellew Quinan est un commandant britannique durant la Seconde Guerre mondiale, né le 9 janvier 1885 à Calcutta et mort le 13 novembre 1960 dans le Somerset.
Pendant l'année 1941, Quinan commande les forces de la British Army et la British Indian Army durant la guerre anglo-irakienne, la campagne de Syrie et l'invasion anglo-soviétique de l'Iran.